# Amphicteis mucronata
Amphicteis mucronata är en ringmaskart som beskrevs av Moore 1923. Amphicteis mucronata ingår i släktet Amphicteis och familjen Ampharetidae. Inga underarter finns listade i Catalogue of Life.